# Al Miller
Al Miller (Pontiac, Michigan, 28 april 1907 - Standish, Michigan, 18 augustus 1967) was een Amerikaans autocoureur. Tussen 1932 en 1950 schreef hij zich twaalf keer in voor de Indianapolis 500, waarvan de laatste editie ook deel uitmaakten van het Formule 1-kampioenschap. Hij haalde slechts één keer de finish, in de editie van 1934 waarin hij als zesde eindigde. Enkel in zijn laatste race wist hij zich niet te kwalificeren. Hij is geen familie van Al Miller II, die in de jaren 60 van de twintigste eeuw enkele malen de Indianapolis 500 reed.